# Амирасланов, Махир Ильгар оглы
Махир Ильгар оглы Амирасланов (азерб. Mahir İlqar oğlu Əmiraslanov; род.12 мая 1997 года) — азербайджанский борец вольного стиля, бронзовый призёр чемпионата Европы 2019 года, чемпион Европейских игр 2019 года, чемпион мира среди юниоров 2015 года.

## Биография
Родился в 1997 году в Азербайджанской Республике, в городе Газах. Борьбой начал заниматься в 8 лет ещё в Газахе под руководством заслуженного деятеля спорта Рамиза Тагиева. С 2005 года профессионально занимается борьбой под руководством уже Аскерхана Новрузова, своего второго тренера.
Призёр многих европейских чемпионатов среди юношей и юниоров. Чемпион мира 2015 года среди юниоров в весовой категории до 55 кг.
В 2015 году принял участие в чемпионате мира, где в весовой категории до 57 кг занял двадцатое место.
В 2016 году в весовой категории до 57 кг стал пятым на чемпионате Европы.
В 2019 году на чемпионате Европы в Бухаресте, азербайджанский спортсмен в борьбе за третье место одолел сербского атлета Себастьяна Коломпара и завоевал бронзовую медаль. В этом же году Махир становится победителем Европейских игр в Минске, одолев в полуфинале действующего чемпиона мира Заура Угуева из России, а в финале — себского борца Стевана Мичича.